# Jan Křtitel de la Salle
Jan Křtitel de la Salle (30. dubna 1651, Remeš ve Francii – 7. dubna 1719, Rouen) je francouzský katolický světec, kněz a reformátor školství.

## Život
Pocházel ze zámožné rodiny a měl devět sourozenců. Když mu bylo 16 let, stal se kanovníkem v katedrále v Remeši, ve 27 letech se stal knězem (1678) a doktorem teologie (1680). Později opustil svou pozici kanovníka v Remeši a založil náboženskou komunitu oddanou vyučování, distribuoval své bohatství k chudým během obzvláště kruté zimy.
Roku 1680 (1684) zakládá Kongregaci školských bratří, více známé jako De la Sallovi Bratři (ve Velké Británii a Austrálii) nebo běžně v USA zase jako Křesťanští Bratři; velmi často jsou zaměňováni se shromážděním z Irska stejného jména, založeného požehnaným Edmund Ignatius Rice. Ve vyučování zavádí mnoho změn, např. vyučování v mateřské řeči místo latiny, zákaz tělesných trestů, školení dělníků při jejich povolání, zakládání obecných škol, zřizování učitelských ústavů, stálý zřetel na lidové vrstvy, a to všechno byly novoty, které narážely na odpor.
Byl kanonizován papežem Lvem XIII. 24. května 1900 a jeho svátek připadá na 7. dubna. Byl prohlášen za svatého patrona učitelů roku 1950 papežem ct. Piem XII.